# Viriato de Barros
Viriato de Barros nasceu em Vila Nova Sintra, na ilha Brava, Cabo Verde. É autor dos livros "Identidade" (2001) e "Para Lá de Alcatraz" (2005). Depois de ter trabalhado como professor do ensino secundário em Portugal, S.Tomé e Príncipe,Cabo Verde e Moçambique (Quelimane) regressou a Cabo Verde em 1975 tendo entre 1975 e 1985 exercido sucessivamente os cargos de Director do Ensino Secundário e responsável pelos Assuntos Culturais e de Cooperação do Ministério da Educação, Conselheiro de Embaixada e Chefe do Departamente de África, Ásia e Oceania do Ministério dos Negócios Estrangeiros,e como membro do Quadro Diplomático foi Encarregado de Negócios de Cabo Verde em Washington (1978-1980),e Embaixador de Cabo Verde no Senegal e mais tarde Embaixador na Santa Sé, não residente (1984-1985), cargo que exerceu acumulativamente com o de Conselheiro do Presidente da República. Em 1985 deixou Cabo Verde, após ter sido seleccionado mediante concurso, para o lugar de jornalista da Voz da America, tendo trabalhado como jornalista daquele órgão de comunicação social em Washington de 1986 a 1988, ano em que regressou a Portugal, tendo-se então reintegrado na Função Publica portuguesa, novamente como professor do ensino secundário. Actualmente é membro do Conselho Científico e investigador do Centro de Estudos Multiculturais, associado à Universidade Internacional de Lisboa.